# Metalor Technologies International
Le Metalor Technologies International est un groupe industriel suisse fondé en 1852 dont le siège social se trouve à Neuchâtel, en Suisse. C'est l'un des principaux fournisseurs mondiaux de métaux précieux, notamment pour l'industrie horlogère suisse.

## Création
En 1852, Martin de Pury fonde la Preliminary Rolling Company, ancêtre de Metalor. La société est rachetée en 1918 par la Société de banque suisse.
La société s'est développée en Suisse et à l'international, et prend le nom de Métaux Précieux SA Metalor en 1936.

## Histoire
En 1864, l'usine, employant alors cinq personnes, est rachetée par la Banque du Locle. Repris par la Société de banque suisse (SBS) en 1918, tandis qu'il comptait une trentaine d'employés, l'atelier démarre peu après des activités d'affinage et de fabrication de lingots bancaires
La filiale de la SBS baptisée Métaux Précieux SA Metalor, nom qu'elle conservera durant 65 ans, voit le jour en 1936. Développant sa production sur le site de Neuchâtel, puis dans d'autres pays à travers le monde, Metalor restera entre les mains de la banque jusqu'en 1998, date de la reprise de la majorité de la société par un groupe d'investisseurs industriels.
Depuis avril 2001, le nom de Metalor Technologies figure dans la raison sociale de toutes les sociétés du Groupe.
En septembre 2016, 100 % de Metalor a été vendu au groupe japonais de producteurs de métaux précieux Tanaka Kikinzoku. Auparavant, l'investisseur français Astorg Partners, qui avait repris Metalor en 2009, détenait une majorité de 50,5 % des actions,.
Metalor a travaillé avec l’entreprise suisse SICPA afin d'empêcher la contrefaçon de ses produits en or.

## Secteurs d'activités
Metalor comprend trois business units correspondantes chacune à un marché spécifique.

### Refining
La business unit Refining est spécialisée dans l'expertise et l'affinage de métaux précieux d'origine primaire et secondaire. Ses objectifs sont d'offrir à ses clients un service professionnel et personnalisé irréprochable supporté par des techniques et des équipements performants.
Pour autant que le recyclage se justifie économiquement, la business unit Refining offre le traitement de toute matière contenant des métaux précieux, tels que les dorés miniers, les tombants et déchets industriels, les vieux œuvres et les barres bancaires.

### Advanced Coatings
La business unit Advanced Coatings possède un nombre d’avantages concurrentiels multiples dans le marché : des produits à base d’or, d’argent, et platinoïdes de première qualité, une constance de la qualité, une fiabilité et des performances en applications optimales. La business unit se positionne comme le fournisseur unique d’une large gamme de services.
Les sites de production sont localisés en Suisse (Marin et Neuchâtel), aux États-Unis (Attleboro et North Attleboro), en France (Oullins), en Chine (Suzhou) et en Japon (Numazu et Tsukuba). Les centres de R&D sont en Suisse, aux États-Unis, à Singapour et au Japon. Tous les sites clés sont accrédités ISO 9001 et ISO 14001 en Suisse, Angleterre, Chine et Japon. Le site de production des poudres et paillettes d’argent à Attleboro est certifié ISO/TS 16949.
Les investissements soutenus de Metalor dans le développement de sa gamme de produits rendent le groupe mieux armé pour répondre aux demandes spécifiques du marché. Cette business unit comprend cinq groupes de travail avec une multitude de produits.

### Electrotechnics
La business unit Electrotechnics de Metalor transforme des alliages et pseudo-alliages d'argent en contacts électriques qui permettent d'améliorer la sécurité et l'endurance des appareillages électriques (disjoncteurs, interrupteurs, relais, etc.) destinés aux marchés de la distribution électrique, de la commande numérique ou analogique, des transports et de l'électroménager tout au long de leur cycle de vie.
Les contacts électriques ainsi manufacturés sont souvent multi-couches et combinent les propriétés de l'argent avec celles d'autres matériaux afin de garantir une haute conductivité électrique et une grande résistance à l'érosion et au collage. La qualité des produits de la business unit Electrotechnics et leurs performances techniques en font un fournisseur privilégié des grands groupes mondiaux de l'industrie électrique.